# Raffaella Bragazzi
Raffaella Bragazzi (La Spezia, 30 giugno 1959) è una conduttrice televisiva e conduttrice radiofonica italiana, celebre speaker della trasmissione Ok, il prezzo è giusto! dal 1983 al 1999.

## Biografia
Dopo essere eletta Miss Teenager Cinema nel 1979, ha debuttato nel mondo della televisione negli anni ottanta diventando un personaggio di Telemontecarlo e Radio Monte Carlo. Per Telemontecarlo ha condotto numerosi speciali e trasmissioni tra cui il programma sportivo A tutto calcio ed ha svolto la mansione di annunciatrice, mentre per l'emittente radiofonica ha presentato vari programmi musicali e un altro programma calcistico, Il calcio è di rigore.
Dal 21 dicembre 1983 è stata la voce fuoricampo di Ok, il prezzo è giusto!, che annunciava i vari concorrenti giornalieri, il conduttore, i prodotti e i premi, facendo quasi da co-conduttrice della trasmissione; ad eccezione di un breve stop per maternità nel 1998, rimarrà nella trasmissione fino al 25 giugno 1999 prima di farsi sostituire dal doppiatore e co-conduttore italiano Matteo Zanotti. Nel corso della prima puntata di D'Iva, andata in onda nella giornata di giovedì 4 novembre 2021 su Canale 5, Bragazzi ha avuto il modo di interagire con Iva Zanicchi grazie ad un collegamento telefonico e ha ricordato alcuni aneddoti legati a Ok, il prezzo è giusto! insieme a Zanicchi.

## Opere
- Un sapore nel cuore. I vip si raccontano: ricette e ricordi, Novara, De Agostini, 2013, ISBN 978-88-418-7315-1.